# 仙台トラストシティ
仙台トラストシティ（せんだいトラストシティ）は、宮城県仙台市青葉区一番町に所在する、ホテルやオフィス、商業施設、高層住宅からなる複合施設である。森トラストによる東北学院中学校・高等学校跡地の再開発により建設された。高さ180mの超高層ビル「仙台トラストタワー」及び高さ99.9mの超高層マンション「ザ・レジデンス一番町」が主要な建造物となる。仙台トラストタワーは、北海道を含む北日本で一番高いビルである。

## 沿革
2005年（平成17年）4月に東北学院中学校・高等学校が東二番丁通から宮城野区小鶴に移転した。この跡地を同年11月に森トラストが取得した（取得額は不明）。仙台市の環境アセスメント条例などの適合を受ける間は平面駐車場として利用され、その後着工された。仙台トラストシティの総投資額は約550億円にのぼる。
2008年（平成20年）6月24日までは、建設地の住所である宮城県仙台市青葉区一番町に因み、「仙台一番町プロジェクト」との仮称であったが、同日を以って「仙台トラストシティ」の名称となった。
2010年（平成22年）8月1日に仙台トラストタワーがグランドオープン。同日オープンしたウェスティンホテル仙台は、同年9月15日から26日までの12日間、第22回APECにおける第3回高級実務者（SOM3）会合の会場となった。

## 仙台トラストタワー
2008年（平成20年）1月に着工、2009年（平成21年）7月15日に上棟、2010年（平成22年）4月30日に竣工。地上37階・地下2階建て、延べ床面積は12万5299.60平方メートル（約3万7900坪）。高さは180.0mで、それまで高さ173.0mで一位だった北海道札幌市中央区のJRタワーを抜いて北日本（東北地方及び北海道）で一番高いビルになった。建設費500億円。
37階建ての高層棟とその周囲の低層部よりなり、車寄せがある東二番丁通から見て左側（南側）にウェスティンホテル仙台の入口、中央にオフィス区域（6階から24階）の入口、右側（北側）にトラストシティプラザの入口がある。オフィス最上階には第一三共が入居している。

## トラストシティプラザ
トラストシティプラザ（英称：TRUST CITY PLAZA）は、仙台トラストタワーの低層部の1階から3階および高層棟の3階から5階にあるショッピング、レストラン、診療所、健康検診クリニック（企業経由の予約制が原則で、個人は、3Fの東二番町診療所 に受診することで一部の設備を活用する形で行う）などの商業施設である。
開業日には、日本初出店となったニューヨークのチョコレート店「ジャック・トレス」や、東北地方初出店となった「サブウェイ」などが地元マスメディアで紹介された。

## ザ・レジデンス一番町
仙台トラストタワーの南側の隣地に建設された集合住宅である。地上29階・地下1階建て、総戸数244戸（分譲125戸、賃貸119戸）、高さ99.9mの超高層マンションで、2008年（平成20年）6月25日に着工され、2010年（平成22年）6月15日に竣工した。上から見ると、南面に向かうV字型の形をしているのが特徴的である。
仙台圏ではミニバブル期にマンションが大量に供給されたためリーマンショック後には供給過剰の状態となり、東北地方太平洋沖地震（東日本大震災）発生前の当マンションの成約率は約7割に留まっていた。しかし、当マンションは免震構造で地震の影響が少なく、また、中心部は震災翌日に停電が復旧してオール電化の強みが出せたことなどから、被災住宅からの住み替えによって入居が進み、6月末までに約9割まで埋まり、翌年度中に完売した。

## ギャラリー

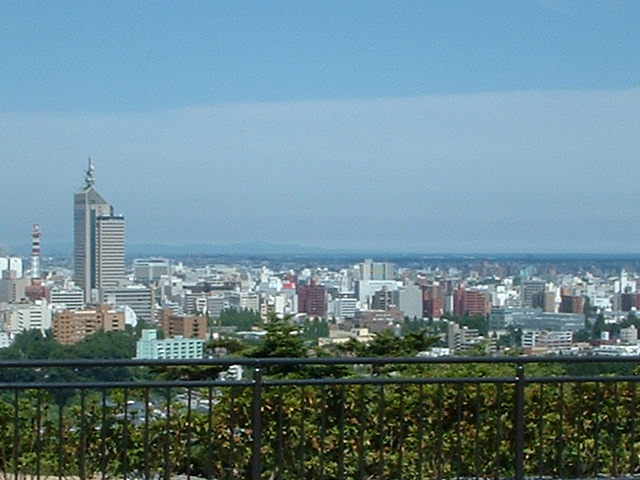
建設前の様子（2004年6月14日）
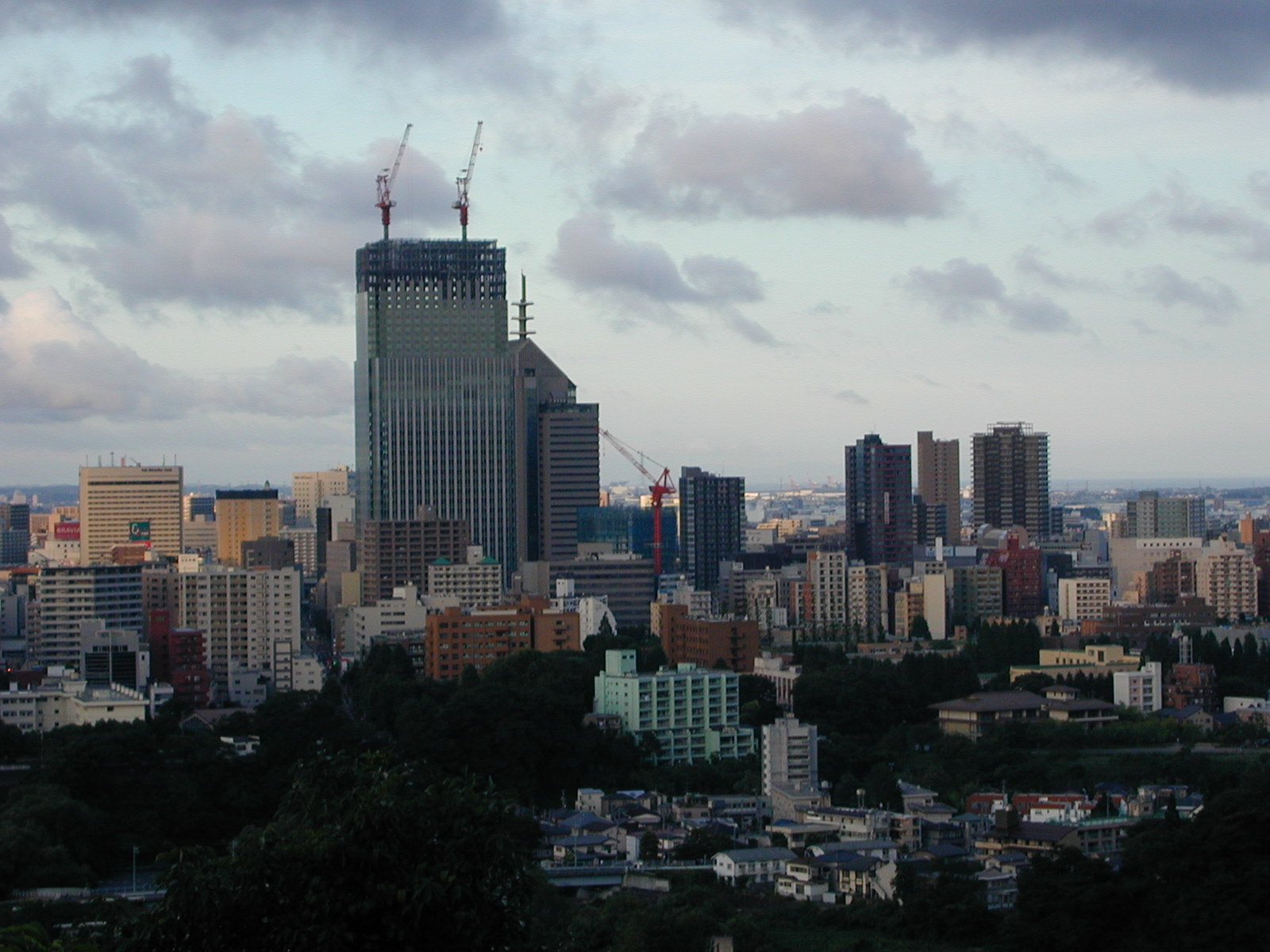
2009年7月15日に上棟した仙台トラストタワーを、同年7月20日に仙台城天守台から撮影。

## アクセス
- JR各線 仙台駅から徒歩11分。
- JR仙石線 あおば通駅から徒歩8分。
- 仙台市地下鉄南北線 仙台駅から徒歩8分、五橋駅から徒歩8分。
- 仙台市地下鉄東西線 仙台駅から徒歩7分、青葉通一番町駅から徒歩8分　。
- 駐車場
  - 仙台トラストタワー：約500台
  - ザ・レジデンス一番町：152台
- 駐輪場
  - 仙台トラストタワー：約300台

## 周辺施設

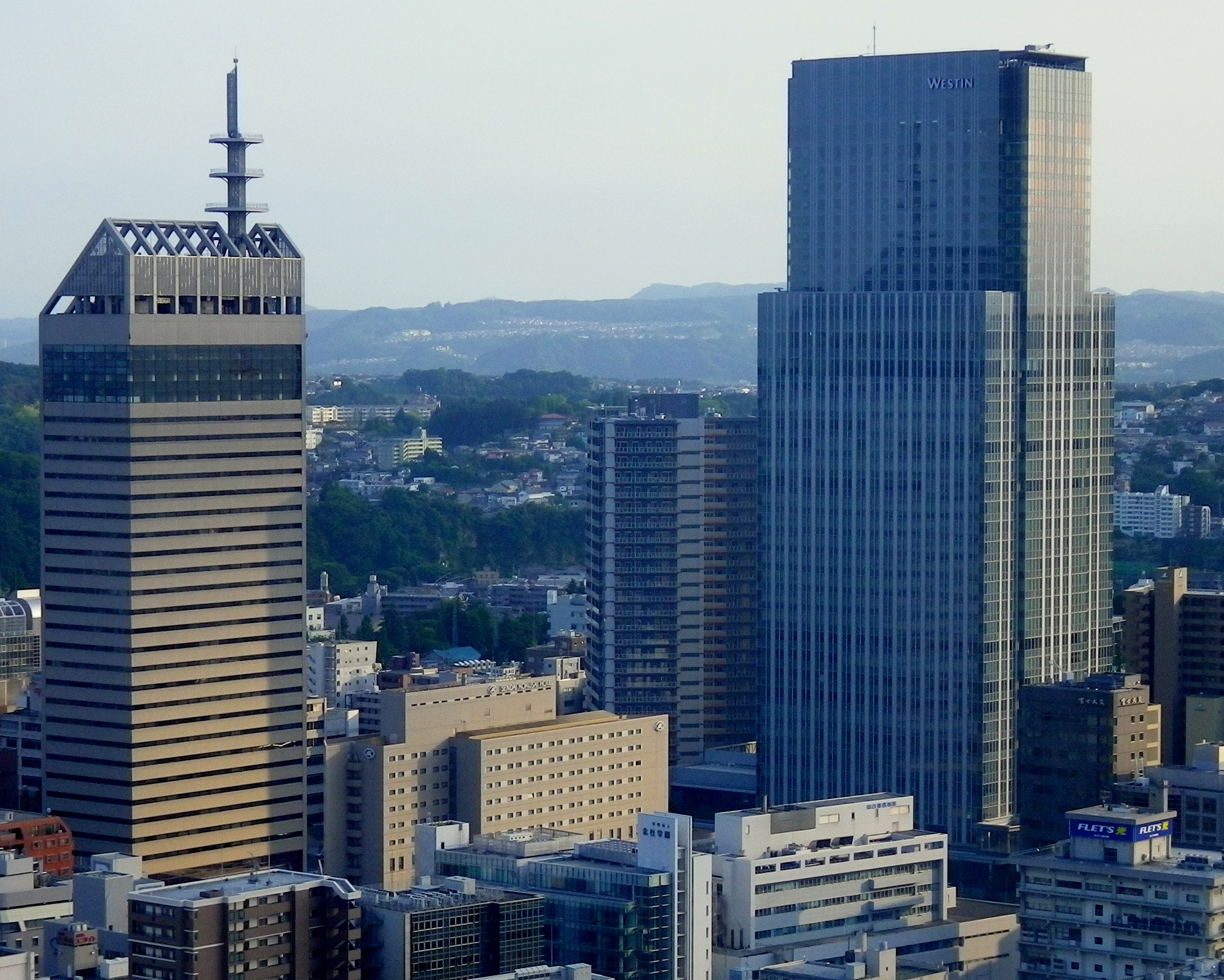
仙台トラストシティとSS30（AERから撮影）

当施設は、北目町通・東二番丁通の交差点の四つ角の一角を占める。他の3つの角は以下の施設が占める。
- SS30（東二番丁通をはさんで向かい側）
- 河北新報社（はす向かい）
- 仙台中央郵便局（北目町通をはさんで向かい側）

## 関連事項
- スターウッド・ホテル&リゾート
- 仙台の高層ビル一覧#高さ・容積率に影響を与える法律・条例
- 各都道府県で最も高いビルの一覧
- 東北地方の超高層建築物の一覧
- 日本の超高層建築物・構築物の一覧